# Komunikacja Beskidzka

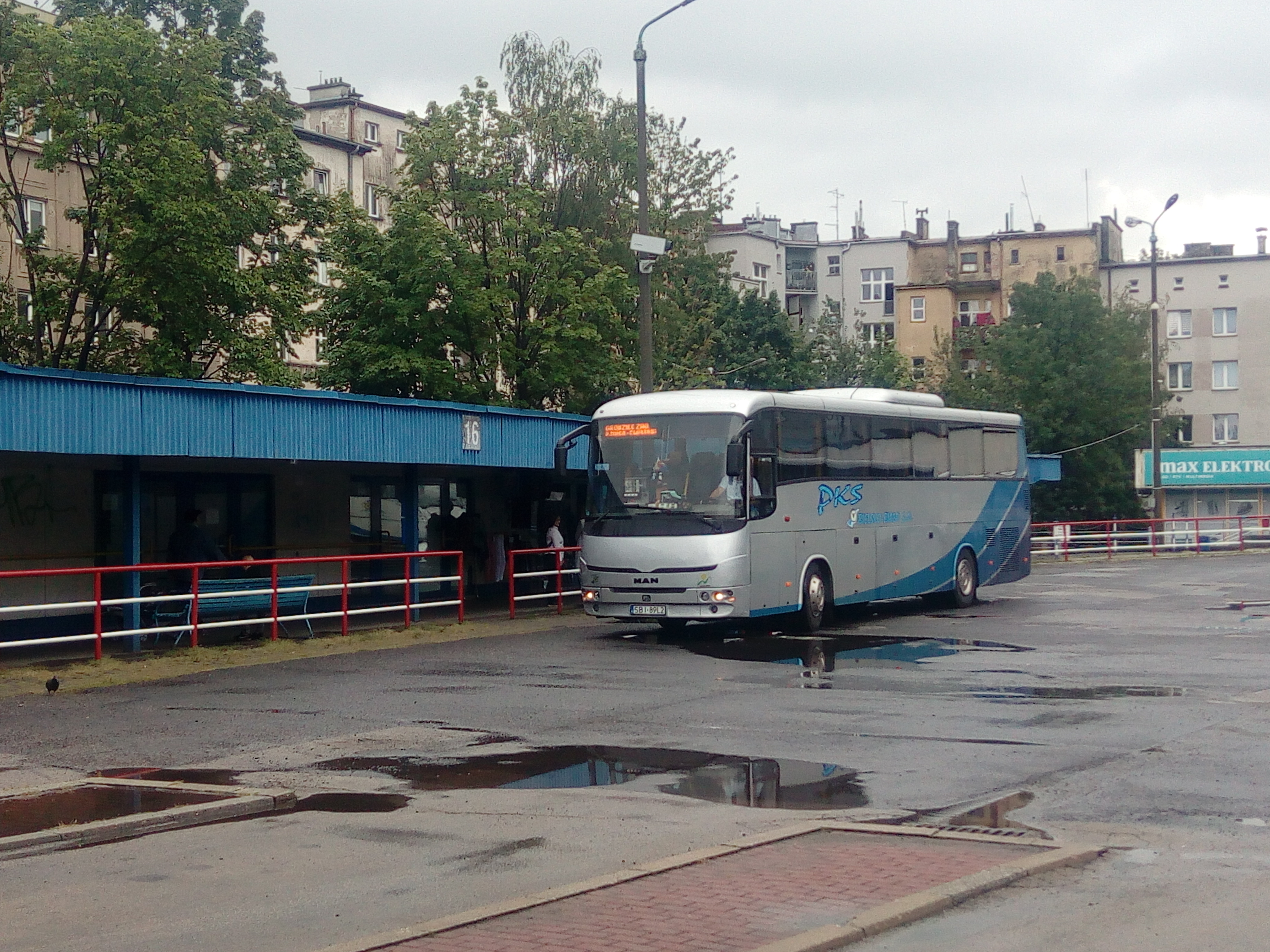
Autobus dawnego PKS-u w Bielsku-Białej na dworcu autobusowym

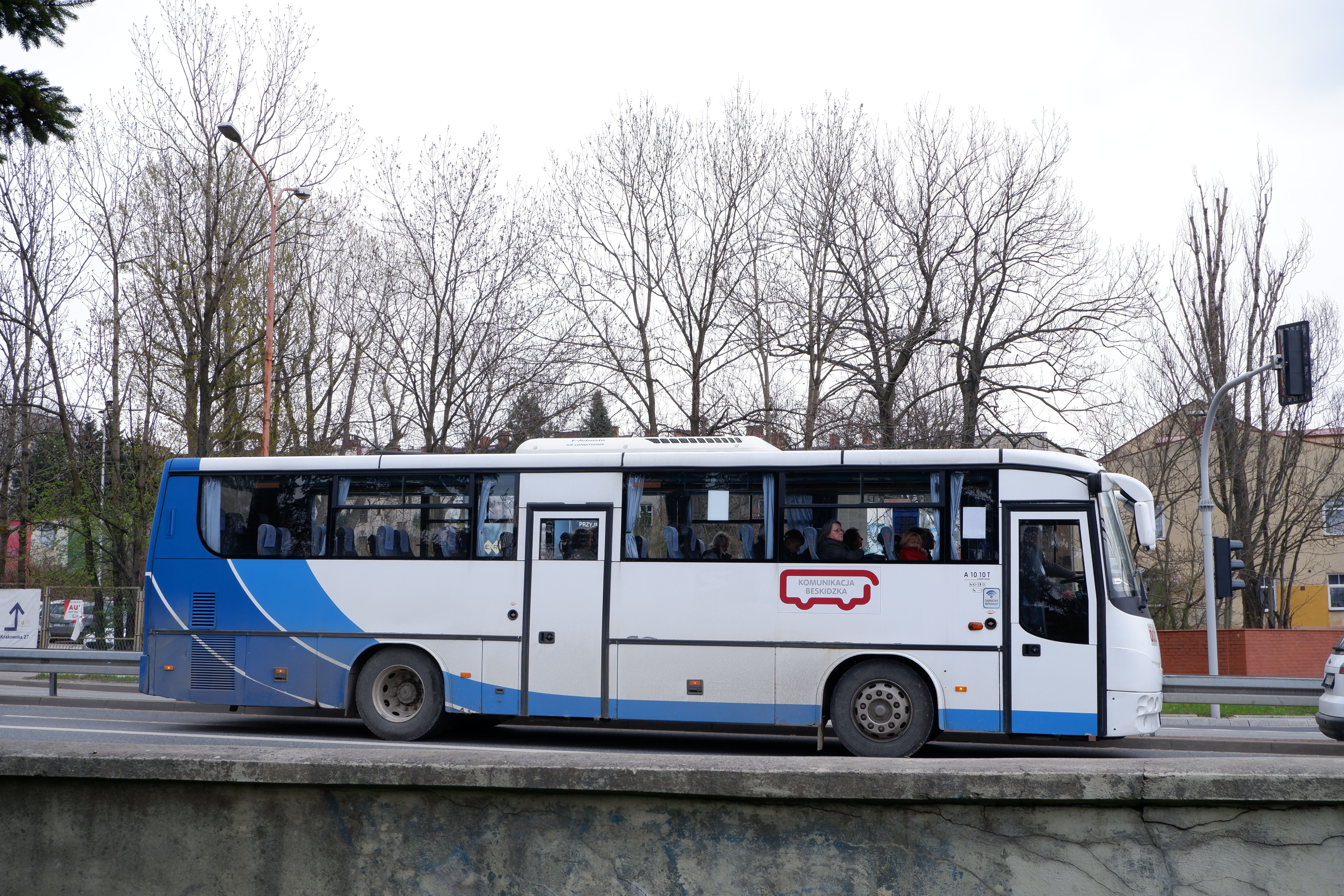
Autobus Komunikacji Beskidzkiej z zachowanym dawnym malowaniem PKS-u, Bielsko-Biała, ulica Lwowska

Komunikacja Beskidzka SA, dawniej PKS w Bielsku-Białej – polskie przedsiębiorstwo transportowe. Początkowo funkcjonowało jako przedsiębiorstwo państwowe, obecnie działa jako spółka akcyjna.
Beskidzki Związek Powiatowo-Gminny (utworzony w 2017 związek 11 samorządów) przejął od powiatu bielskiego 100 proc. akcji dawnego przedsiębiorstwa PKS w Bielsku-Białej.
W 2022 firma przewiozła ok. 4 mln pasażerów i dysponowała 115 autobusami.
Komunikacja Beskidzka działa głównie na terenie powiatu bielskiego oraz miasta i gminy Kęty.
Obsługuje następujące miasta :
Andrychów, Bielsko-Biała ( tu przewoźnikiem miejskim jest MZK Bielsko), Czechowice-Dz., Chybie (duża wieś gminna), Kęty, Oświęcim, Szczyrk, Wilamowice oraz okoliczne gminy.

## Linie komunikacyjne
Linie obsługiwane przez oddział Bielsko-Biała:
101 – Bielsko-Biała przez Bestwinę, Kaniów, Dankowice, Starą Wieś, Bestwinę,
102 – Bielsko-Biała przez Bestwinę, Starą Wieś, Dankowice, Kaniów, Bestwinę,
103 – Czechowice-Dziedzice Silesia – Dankowice przez Czechowice – Dziedzice Kontakt, Bestwinę, Starą Wieś,
104 - linia Bielsko-Bielsko przez Wilamowice, Hecznarowice, Harszówki 
105 – Bielsko-Biała – Bielany Kościół przez Pisarzowice, Wilamowice, Zasole Bielańskie,
106 – Bielsko-Biała przez Pisarzowice Harszówki, Hecznarowice, Wilamowice
109 – Bielsko-Biała – Kozy Kamieniołom,
112 – Bielsko-Biała – Porąbka Kozubnik przez Kozy, Bujaków, Kobiernice, Czaniec
113 – Bielsko-Biała – Czernichów Centrum przez Kozy, Bujaków, Kobiernice, Międzybrodzie,
114 – Bielsko-Biała – Międzybrodzie Ponikiew przez Kozy, Bujaków, Kobiernice,
115 - Kalna przez Wilkowice, Rybarzowice, Buczkowice Potok
116 – Bielsko-Biała przez Wilkowice Górne, Łodygowice, Pietrzykowice,
117 – Bielsko-Biała przez Bystrą, Meszną, Buczkowice, Rybarzowice, Wilkowice,
118 – Bielsko-Biała przez Wilkowice, Rybarzowice, Buczkowice, Meszną, Bystrą,
119 – Bielsko-Biała – Kalna przez Bystrą, Meszną, Buczkowice, Godziszkę,
120 – Bielsko-Biała – Szczyrk Salmopol przez Bystrą, Meszną, Buczkowice,
121 – Bielsko-Biała – Jaworze Nałęże przez Jaworze Średnie, Jaworze Centrum,
122 – Bielsko-Biała – Jaworze Górne przez Jaworze Dolne, Jaworze Centrum,
123 – Bielsko-Biała – Roztropice przez Jaworze Dolne, Jasienicę, Rudzicę,
124 – Bielsko-Biała – Roztropice przez Grodziec, Bielowicko, Wieszczęta, Rudzicę (kursuje tylko w soboty),
125 – Bielsko-Biała – Iłownica Centrum przez Jaworze, Rudzicę,
127 – Bielsko-Biała – Międzyrzecze Dolne przez Międzyrzecze Górne,
128 – Bielsko-Biała – Chybie przez Mazańcowice, Międzyrzecze Dolne, Rudzicę, Landek
129 – Bielsko-Biała – Chybie przez Jasienicę, Rudzicę, Landek, Iłownice (6 i 7) 
131 – Bielsko-Biała – Bielowicko przez Wieszczęta,
132 – Bielsko-Biała – Wieszczęta przez Bielowicko,
133 – Bielsko-Biała – Grodziec Zagóra przez Łazy, Biery,
134 – Bielsko-Biała – Grodziec Zagóra przez Biery, Łazy,
136 – Bielsko-Biała – Czechowice-Dziedzice Dworzec przez Janowice, Bestwinę, Kaniów,
140 – Bielsko-Biała – Andrychów D.A. przez Bulowice, a w niedziele skrócone Kęty- Andrychów
142 – Bielsko-Biała – Andrychów D.A. przez Czaniec
152 – Szczyrk Szkoła Nr 1 – Szczyrk Biały Krzyż (Kursuje tylko w dni nauki szkolnej)
Linie z dworca autobusowego w Kętach:
107 – Pisarzowice Szkoła – Kęty ZML przez Pisarzowice Harszówki,
108 – Wilamowice Kościół – Kęty D.A. przez Hecznarowice Odsole,
141 – Kęty D.A. – Witkowice - Kęty 
143 – Kęty D.A. – Osiek przez Nowa Wieś, Malec- Kęty 
144 – Kęty D.A. – Porąbka Centrum przez Kęty Podlesie, Kobiernice Wołek, Nowy mostek 
145 – Kęty-Bulowice 
146 – Kęty D.A. – Oświęcim Dworzec PKP
147 – Kęty D.A. – Porąbka Kozubnik przez Czaniec,
149 – Kęty D.A. – Porąbka Wielka Puszcza przez Czaniec.
Linia specjalna (w okresie zimowym):
Skibus: Szczyrk Skalite – Szczyrk Salmopol.??

## Tabor
| Model autobusu                         | | Rok zakupu | Liczba | Typ eksploatacji                   |
| -------------------------------------- | --- | ---------- | ------ | ---------------------------------- |
| Autosan Sancity 9LE                    | przewóz osób na wózkach · Internet bezprzewodowy                                                                      | 2011       | 12     | przewozy miejskie i podmiejskie    |
| Autosan Sancity M12LE.2                | przewóz osób na wózkach · klimatyzacja przestrzeni pasażerskiej · Internet bezprzewodowy                              | 2013       | 1      | przewozy miejskie i podmiejskie    |
| Autosan Sancity 12LE                   | przewóz osób na wózkach · Internet bezprzewodowy                                                                      | 2011       | 5      | przewozy miejskie i podmiejskie    |
| Autosan H7-20.05                       | przewóz osób na wózkach · Internet bezprzewodowy                                                                      | 2004       | 5      | przewozy miejskie i podmiejskie    |
| Autosan H7-20.06.01                    | przewóz osób na wózkach · Internet bezprzewodowy                                                                      | 2006       | 4      | przewozy miejskie i podmiejskie    |
| Autosan H7-20.08.02                    | przewóz osób na wózkach · Internet bezprzewodowy                                                                      | 2011       | 13     | przewozy miejskie i podmiejskie    |
| Autosan A0808T.01.03                   | klimatyzacja przestrzeni pasażerskiej · Internet bezprzewodowy                                                        | 2004–2006  | 2      | przewozy podmiejskie i turystyczne |
| Autosan A1010T.06.07                   | klimatyzacja przestrzeni pasażerskiej · Internet bezprzewodowy                                                        | 2006       | 3      | przewozy podmiejskie i turystyczne |
| Autosan A1012T.05.09                   | klimatyzacja przestrzeni pasażerskiej · Internet bezprzewodowy                                                        | 2006       | 4      | przewozy podmiejskie i turystyczne |
| Autosan A1010T.09.05                   | Internet bezprzewodowy                                                                                                | 2011       | 5      | przewozy miejskie i podmiejskie    |
| Autosan A1112T.02                      | klimatyzacja przestrzeni pasażerskiej · Internet bezprzewodowy                                                        | 2000       | 1      | przewozy podmiejskie i turystyczne |
| Autosan A1112T                         | klimatyzacja przestrzeni pasażerskiej · Internet bezprzewodowy                                                        | 2007       | 1      | przewozy podmiejskie i turystyczne |
| Autosan A404T                          | klimatyzacja przestrzeni pasażerskiej · Internet bezprzewodowy                                                        | 2001       | 2      | przewozy podmiejskie i turystyczne |
| Mercedes-Benz 0530 CNG                 | przewóz osób na wózkach · klimatyzacja przestrzeni pasażerskiej · monitoring · Internet bezprzewodowy                 | 2022       | 6      | przewozy miejskie i podmiejskie    |
| Mercedes-Benz 0530G CNG                | przewóz osób na wózkach · klimatyzacja przestrzeni pasażerskiej · monitoring · Internet bezprzewodowy                 | 2022       | 2      | przewozy miejskie i podmiejskie    |
| Mercedes-Benz Tourismo 15RHD           | klimatyzacja przestrzeni pasażerskiej · Internet bezprzewodowy                                                        | 2016-2017  | 2      | przewozy turystyczne               |
| Mercedes-Benz Tourismo 17RHD           | klimatyzacja przestrzeni pasażerskiej · Internet bezprzewodowy                                                        | 2015       | 1      | przewozy turystyczne               |
| Mercedes-Benz Travego 15RHD            | klimatyzacja przestrzeni pasażerskiej · Internet bezprzewodowy                                                        | 2012       | 1      | przewozy turystyczne               |
| Mercedes-Benz Sprinter Mk I            | | 2003       | 1      | przewozy podmiejskie i turystyczne |
| Scania K410EB 4x2 NI / Irizar i6 13.35 | klimatyzacja przestrzeni pasażerskiej · Internet bezprzewodowy                                                        | 2022       | 1      | przewozy turystyczne               |
| Solaris Urbino 10                      | przewóz osób na wózkach · klimatyzacja przestrzeni pasażerskiej · Internet bezprzewodowy                              | 2021       | 2      | przewozy miejskie i podmiejskie    |
| Solaris Urbino 12                      | przewóz osób na wózkach · klimatyzacja przestrzeni pasażerskiej · Internet bezprzewodowy                              | 2020       | 4      | przewozy miejskie i podmiejskie    |
| Solaris Urbino 12 CNG                  | przewóz osób na wózkach · klimatyzacja przestrzeni pasażerskiej · monitoring · Internet bezprzewodowy · ładowarki USB | 2020       | 26     | przewozy miejskie i podmiejskie    |
| Solbus C10,5                           | klimatyzacja przestrzeni pasażerskiej · Internet bezprzewodowy                                                        | 2004       | 1      | przewozy podmiejskie i turystyczne |
| Volkswagen Crafter 50 / Carpol         | klimatyzacja przestrzeni pasażerskiej · Internet bezprzewodowy                                                        | 2020       | 1      | przewozy podmiejskie i turystyczne |
| Volvo 7000                             | przewóz osób na wózkach · Internet bezprzewodowy                                                                      | 2004       | 1      | przewozy miejskie i podmiejskie    |
| Volvo 9700HD 6x2                       | klimatyzacja przestrzeni pasażerskiej · Internet bezprzewodowy                                                        | 2003       | 1      | przewozy turystyczne               |
| Volvo 9900                             | klimatyzacja przestrzeni pasażerskiej · Internet bezprzewodowy                                                        | 2003       | 1      | przewozy turystyczne               |
| Van Hool A330 CNG                      | przewóz osób na wózkach · klimatyzacja przestrzeni pasażerskiej · monitoring                                          | 2009       | 5      | przewozy miejskie i podmiejskie    |

## Dworzec autobusowy
Komunikacja Beskidzka zarządza także dworcem autobusowym w Bielsku-Białej przy ulicy Warszawskiej (naprzeciwko dworca kolejowego), w skład którego wchodzą:
- budynek dworca,
- „górna płyta” – odjazdy autobusów regionalnych Komunikacji Beskidzkiej, Lajkonik, Wispol Cieszyn o/Wisła
- „dolna płyta” – odprawy turystyczne i kursy międzynarodowe (m.in. takich przewoźników jak Flixbus, Sindbad, Eurobus, Eurolines)[2].

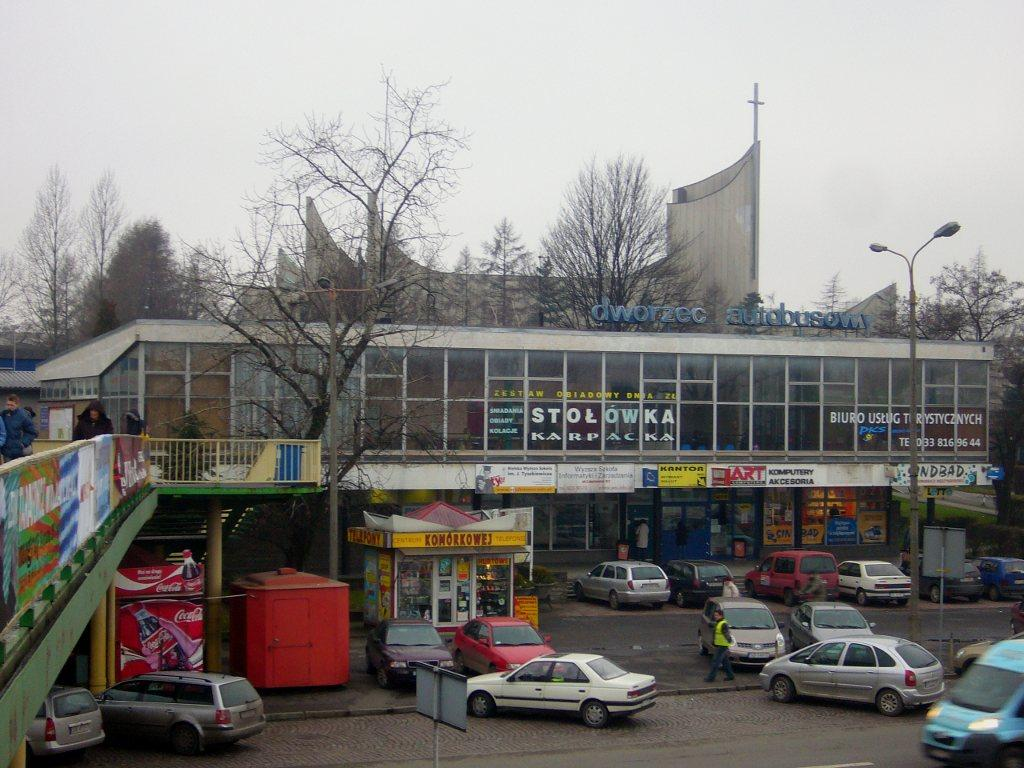
Budynek dworca (2009)
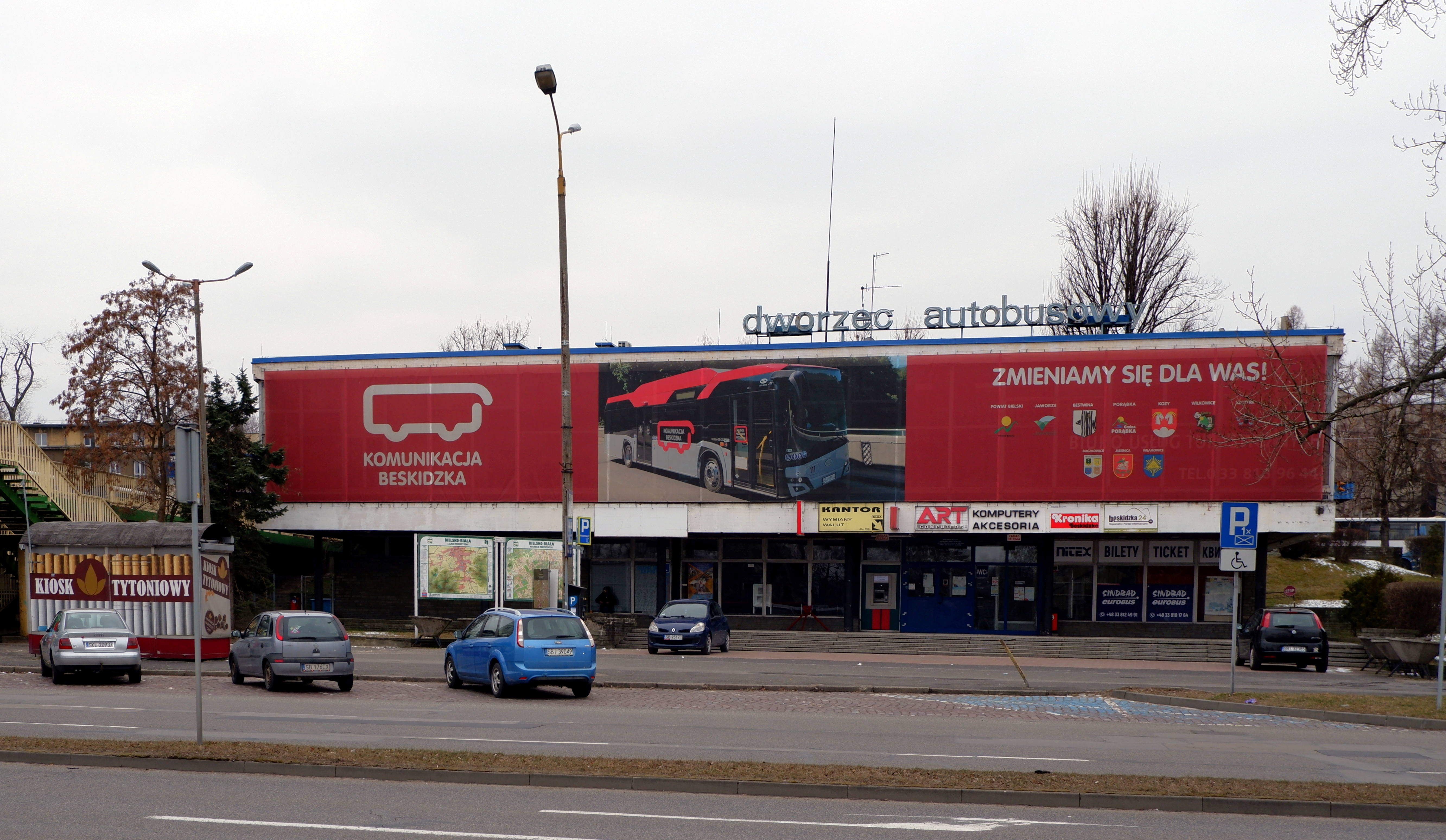
Budynek dworca (2022)
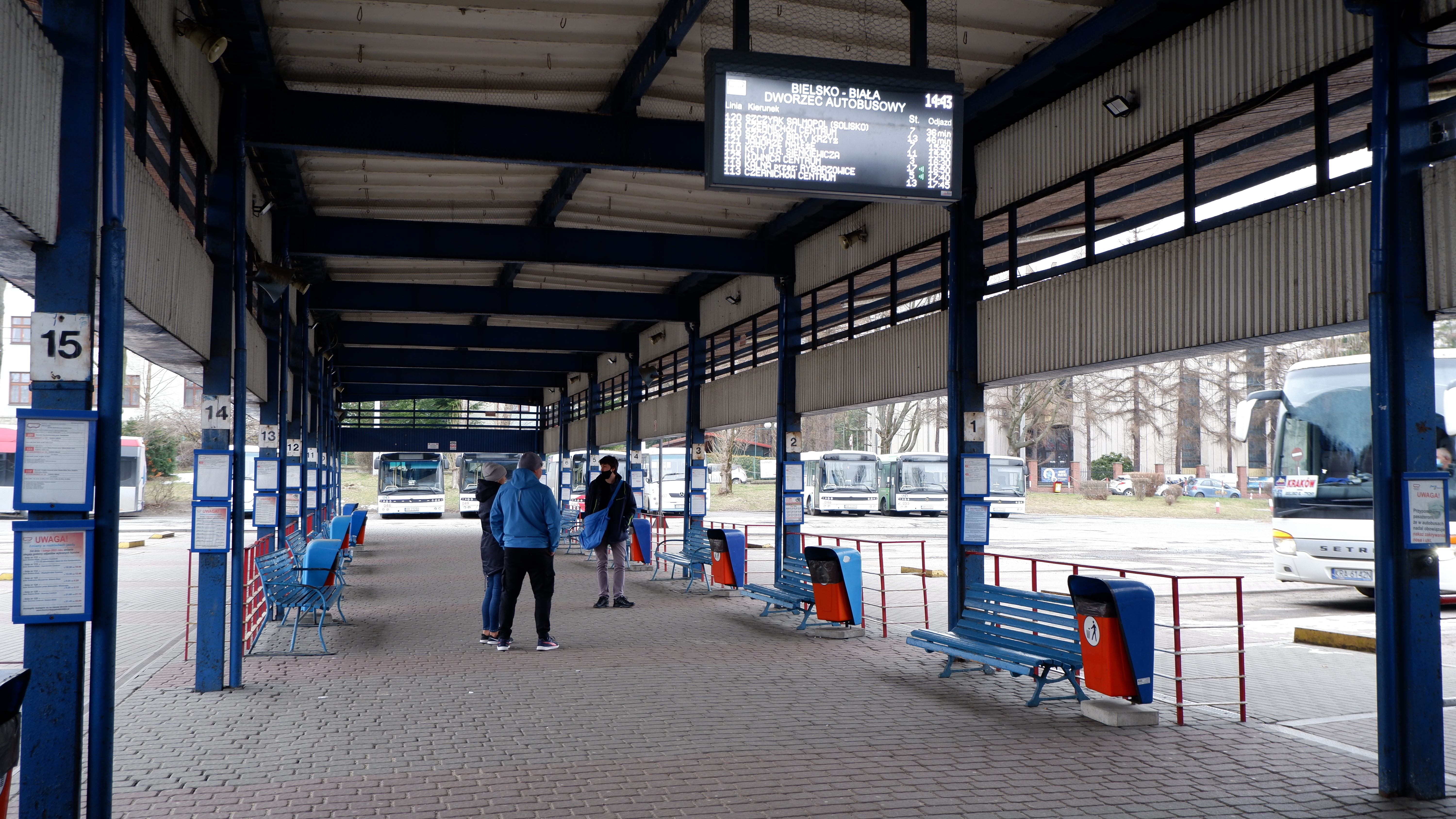
Stanowiska na górnej płycie dworca
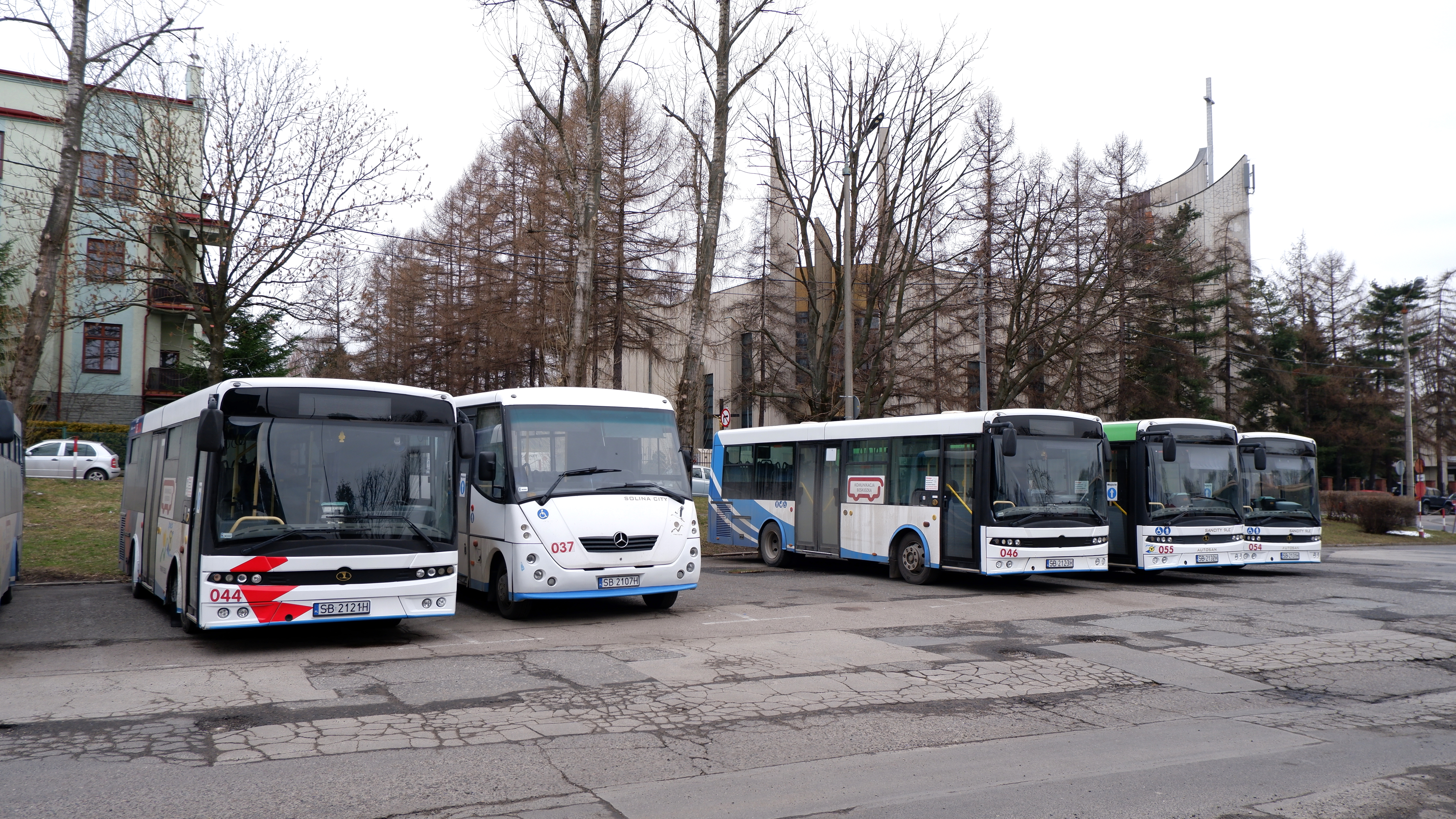
Autobusy na górnej płycie dworca
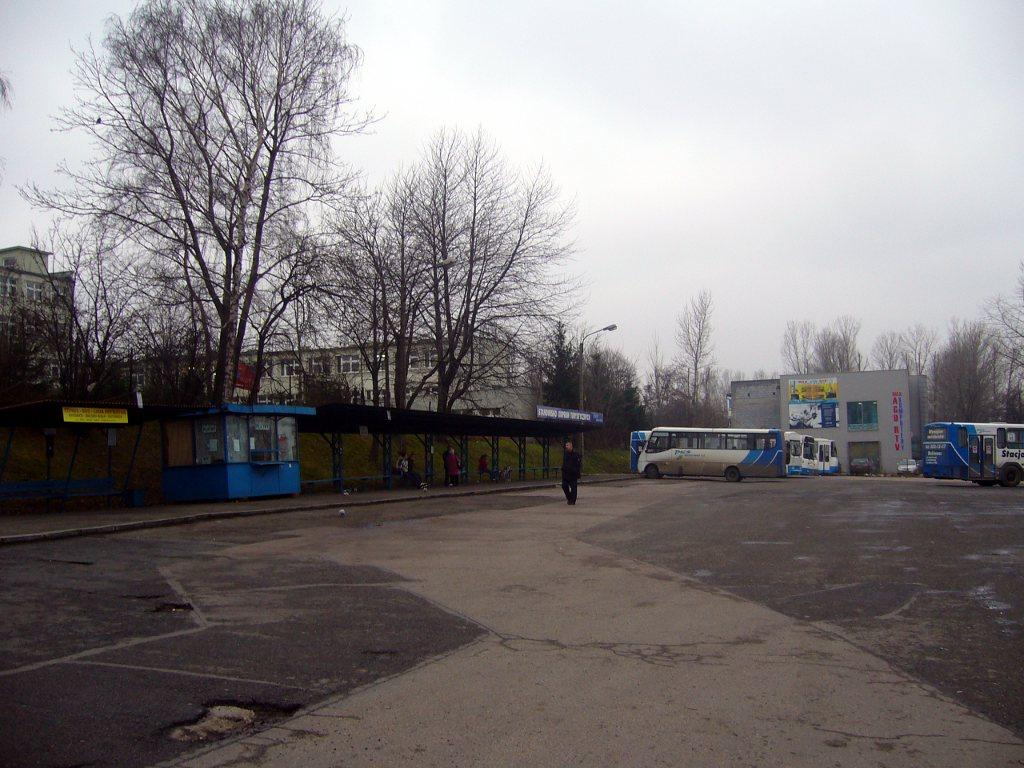
Dolna płyta dworca